# Potrawa półmięsna

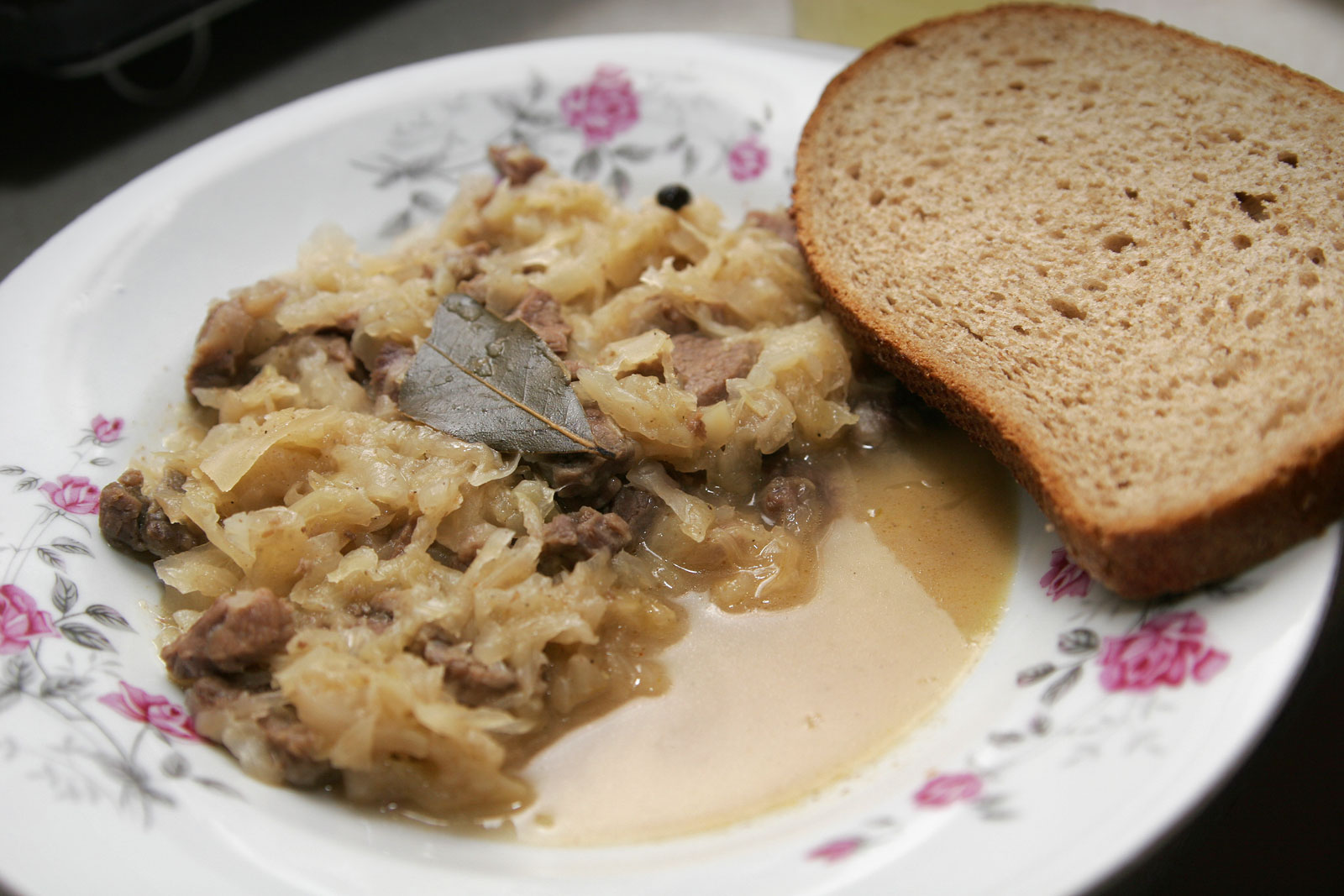
Bigos - polska potrawa półmięsna

Potrawa półmięsna – potrawa, w której mięso nie jest głównym składnikiem, ale stanowi jedynie uzupełnienie innych składników (np. warzyw, mąki lub kaszy).
Ze względu na technikę przygotowywania, potrawy półmięsne dzieli się na gotowane, smażone, duszone, pieczone i zapiekane. Ze względu na rodzaj użytych składników dzieli się je na:
- warzywno-mięsne (m.in. bigos, gołąbki, papryka faszerowana),
- z ciasta i mięsa (m.in. naleśniki z mięsem czy parówkami, pierogi z mięsem, pasztecik szczeciński),
- z kasz i mięsa (m.in. kotlety z kaszy i mięsa, zapiekanki z kaszy i mięsa).